# Caserne Serret
La caserne Serret est une caserne construite pendant l’annexion allemande en Lorraine. Elle est située avenue de la Libération à Châtel-Saint-Germain.

## Contexte historique
Alors que Metz devient un point stratégique majeur de l’empire allemand, l’état-major allemand poursuit les travaux de fortification entamés sous le Second Empire. De nombreuses casernes sont construites pour abriter la garnison allemande qui oscille entre 15 000 et 20 000 hommes au début de la période, et dépasse 25 000 hommes avant la Première Guerre mondiale. Dans cette pépinière de généraux, se côtoient des Bavarois aux casques à chenille, des Prussiens et des Saxons aux casques à pointe et aux uniformes vert sombre, ou encore des Hessois aux uniformes vert clair. Guillaume II, qui vient régulièrement dans la cité lorraine pour inspecter les travaux d’urbanisme et ceux des forts de Metz n’hésite pas à déclarer : « Metz et son corps d’armée constituent une pierre angulaire dans la puissance militaire de l’Allemagne, destinée à protéger la paix de l’Allemagne, voire de toute l’Europe. »

## Construction et aménagements
La caserne Serret est construite entre 1912 et 1918 à Châtel-Saint-Germain, dans la banlieue de Metz. Le site accueillait précédemment une école d’artillerie, créée dans les années 1880. À l’époque de sa construction, la caserne est destinée à l’artillerie. Elle se compose de plusieurs corps de bâtiments agencés autour d’une grande cour centrale de forme rectangulaire. De 1929 à 1936, la caserne est agrandie par la construction de nouveaux bâtiments. L’ensemble constitue aujourd’hui un bel ensemble patrimonial, auquel s’ajoutent des bâtiments techniques sur environ 3 hectares.

## Affectations successives
En 1919, lorsque la Moselle redevient française, la caserne est rebaptisée Serret, en hommage au général de brigade Marcel Serret (1867-1916) qui s’illustra durant la Première Guerre mondiale. Les bâtiments servent de lieu de casernement à l’armée française jusqu’à la Seconde Guerre mondiale. Elle est occupée par la 402e DCA jusqu’en 1935, puis par le 3e bataillon du 8e régiment d'artillerie et le 163e régiment d'artillerie de position jusqu’en 1940. La caserne, rebaptisée Generaloberst von Seeckt Kaserne, est réoccupée par l’armée allemande de juillet 1940 à novembre 1944. En avril 1943, la caserne von Seeckt devient le siège de la Fahnenjunkerschule VI des Heeres, l’école no 6 des officiers de l'armée de terre allemande. La caserne est finalement évacuée par les troupes allemandes à l’issue de la bataille de Metz. En 1945, le 8e Régiment d’artillerie retrouve ses quartiers, suivi par le 18e Régiment d’artillerie jusqu’en 1956. De 1957 à 1960, l’Armée de l’air investit les lieux, avant de céder les bâtiments au 1er ER-RCP. De 1962 à 1990, le 151e Régiment d’infanterie occupe les lieux. De 1992 à 2011, le quartier Serret retrouve son activité avec l’arrivée du 1er régiment médical. Depuis 2012, la caserne Serret accueille un « internat d’excellence » du ministère de l'Éducation Nationale, la Direction zonale des C.R.S. Est, la Compagnie républicaine de sécurité no 30 - anciennement Metz -, la Compagnie républicaine de sécurité no 36 - anciennement Thionville -, ainsi que la C.R.S. autoroutière Lorraine Alsace."
En février 2019, la Direction Zonale au Recrutement et à la Formation de la Police Nationale pour la Zone de Défense Est s'est également implantée sur le site de la Caserne Serret.